# Câmara de Lobos
Pour les articles homonymes, voir Câmara, Câmara de Lobos (homonymie) et Lobos (homonymie).

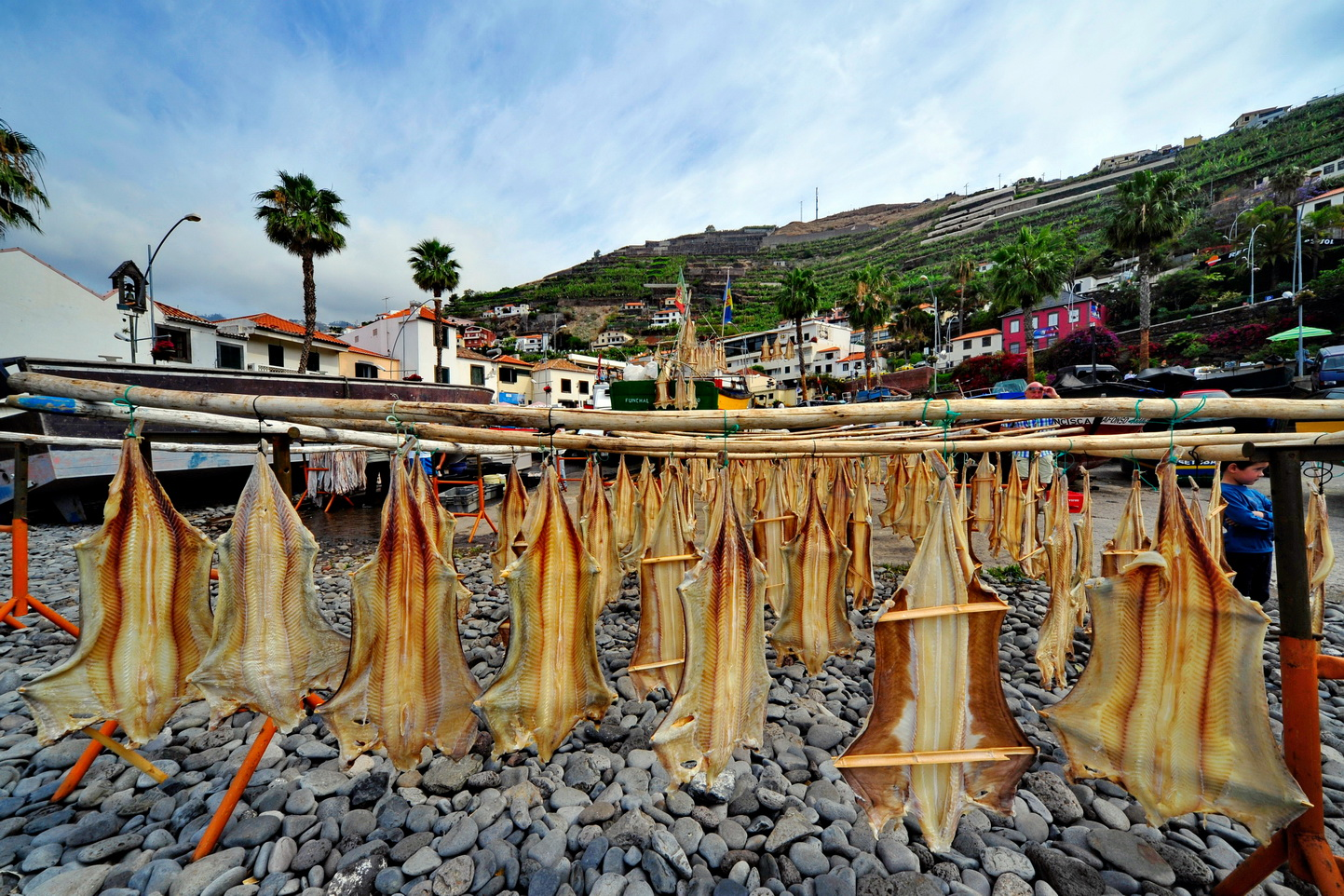
Port avec du poisson séché

Câmara de Lobos (prononcé en portugais : [ˈkɐ.mɐ.ɾɐ dɨ ˈlo.buʃ]) est une petite ville située sur la côte sud de l'île de Madère, au Portugal, à l'ouest de Funchal, la capitale de l'île.
C'est l'un des premiers endroits abordés par João Gonçalves Zarco au XVe siècle. Le nom de la ville signifie la « baie des phoques moines » (lobos = « loups » de mer) ; ceux-ci furent rapidement massacrés par les premiers occupants portugais pour leur chair et l'huile obtenue à partir de leur graisse.
Une des plus hautes falaises d'Europe, le Cap Girão, se trouve à proximité.
La superficie de la ville est 52 km², et elle compte environ 35 000 habitants. Elle est administrativement divisée en 5 paroisses civile (« freguesia ») :
- Câmara de Lobos
- Curral das Freiras
- Estreito de Câmara de Lobos
- Jardim da Serra
- Quinta Grande

## Personnalités liées à la commune
- Mary Jane Wilson, en religion Mère Marie de Saint-François, fondatrice des Franciscaines de Notre-Dame des Victoires, y est décédée.
- Winston Churchill a séjourné plusieurs semaines à Câmara de Lobos en 1950 et en a peint les paysages.